# Кинематограф Исландии
Исландия имеет развитую киноиндустрию. Многие фильмы исландских режиссёров получили мировую известность, а фильм «Дети природы» режиссёра Фридрика Тоура Фридрихссона был номинирован на «Оскар» и ряд европейских наград в области киноиндустрии.
Большую известность получили также фильмы режиссёра Балтазара Кормакура «Море» (Hafið, 2002) и «Прогулка на небеса» (2005).

## Известные исландские фильмы
- 101 Рейкьявик
- Astrópía
- Беовульф и Грендель
- Börn
- Дети природы
- Холодная лихорадка
- Одиннадцать мужчин вне игры
- Ангелы Вселенной
- Соколы
- Fíaskó
- Foreldrar
- Hafið
- Полёт ворона
- Íslenski draumurinn
- Можжевеловое дерево
- Knight of the Living Dead
- Маленькая поездка в небо
- Maður eins og ég
- Með allt á hreinu
- Mýrin (Jar City)
- Ной — белая ворона
- Nýtt Lif
- Рейкьявик-Роттердам
- Рок в Рейкьявике
- Screaming Masterpiece
- The Seagull's Laughter
- Skytturnar
- Sódóma Reykjavík
- Voksne Mennesker
- White Wedding Night (Brúðguminn)
- Wrath of Gods
- Heiðin
- Игра Блэка

## Актёры
- Аугуста Ева Эрленсдоттир
- Балтазар Кормакур
- Берглинд Айси
- Бьорк Гудмундсдоттир
- Бьярни Гаутур
- Гисли Эдн Гардарссон
- Гуннар Хансен
- Мария Эллингсен
- Питер Ронсон
- Стефан Карл Стефанссон
- Томас Лемаркис
- Тор Кристианссон
- Тростур Лео Гуннарссон
- Хильмир Снер Гуднасон
- Эйпер Гудьонссон

## Кинорежиссёры
- Балтазар Кормакур
- Дагур Кари Петурссон
- Роберт Инги Дуглас
- Фридрик Тоур Фридрихссон
- Храбн Гюднлёйгссон
- Джон Густафссон
- Олаф де Флер
- Оскар Йонассон
- Оскар Тор Аксельссон

## Музыка к фильмам
- Michael Pärt Musik
- Mugison (полное имя Örn Elías Guðmundsson)
- Хилмар Ёрн Хилмарссон

## Награды
- Edda Award — государственная награда Исландии в области кинематографии.